# Telchinia encedon
Telchinia encedon is een vlinder uit de familie Nymphalidae. De wetenschappelijke naam van de soort is gepubliceerd in 1758 door Carl Linnaeus in de tiende editie van Systema naturae.

## Verspreiding en leefgebied
Deze vlindersoort komt voor in het Afrotropisch gebied waaronder Senegal, Gambia, Burkina Faso, Guinee-Bissau, Guinee, Sierra Leone, Liberia, Ivoorkust, Ghana, Togo, Benin, Nigeria, Kameroen, Gabon, Congo-Kinshasa, Oeganda, Kenia, Tanzania, Angola, Zambia, Malawi, Mozambique, Namibië, Zimbabwe, Botswana, Zuid-Afrika, Eswatini, de Comoren, Madagaskar, Saoedi-Arabië en Jemen.

## Habitat
Deze algemene soort wordt voornamelijk aangetroffen in savannes, kapvlakten, bosranden, bewoonde gebieden en met riet begroeide oevers van rivieren en beken.

## Waardplanten
De rups leeft op:
- Commelinaceae
  - de giftige Commelina (onder andere op Commelina benghalensis en Commelina longifolia)
  - Murdannia nudiflora (L.) Brenan
- Fabaceae
  - Aeschynomene afraspera J.Léonard
  - Pleurolobus salicifolium (Poir.) H.Ohashi & K.Ohashi
- Urticaceae
  - Pouzolzia
  - Scepocarpus hypselodendron (Hochst. ex A.Rich.) T.Wells & A.K.Monro
  - Urtica dioica L. (exoot)

## Bijzonder kenmerk
Deze vlinder scheidt bij aanraking een gelige, schuimende vloeistof uit, waarin zich het uiterst giftige blauwzuur bevindt. Deze stof komt niet uit de waardplant van de rups, maar wordt door de vlinder zelf aangemaakt.

## Ondersoorten
- Telchinia encedon encedon (Linnaeus, 1758) (tropisch Afrika)
  - = Hyalites (Hyalites) encedon encedon (Linnaeus, 1758)
  - = Papilio encedonia Linnaeus, 1767
  - = Papilio lycia Fabricius, 1775
  - = Acraea sganzini Boisduval, 1833
  - = Acraea daira Godman & Salvin, 1884
  - = Acraea braunei Staudinger, 1885
  - = Acraea usagarae Vuillot, 1891
  - = Acraea lycia encedonoides Le Doux, 1931
- Telchinia encedon rathjensi (Le Doux, 1933) (Zuidwest-Saudi-Arabië, Jemen)
  - = Acraea encedon rathjensi Le Doux, 1933